# Legenda siedmiu złotych wampirów
Legenda siedmiu złotych wampirów (ang. The Legend of the 7 Golden Vampires) – brytyjski horror z 1974 roku. Film jest kontynuacją filmu Szatański plan Draculi. Został wyprodukowany przez studio Hammer Film Productions.

## Fabuła
Dracula przybywa do małej wioski w Chinach. Tam spotyka się z sześcioma innymi wampirami. Tymczasem do Chin przybywa też wróg Drakuli – profesor Van Helsing. Podczas jednego z jego wykładów, delegacja mieszkańców wioski prosi go by uratował ich przed wampirami.

## Obsada
- Peter Cushing – prof. Van Helsing
- David de Keyser – Dracula
- Chia Yung – Liu Hsi Kwei
- James Ma – Hsi Ta
- John Forbes-Robertson – Count Dracula
- Robin Stewart – Leyland Van Helsing
- Julie Ege – Vanessa Buren
- David Chiang – Hsi Ching
- Shen Chan – Kah
- Szu Shih Mei – Kwei
- Robert Hanna – konsul brytyjski
- Hui-Ling Liu – Hsi Hong
- Han Chen Wang – Leung Hon
- Tien Lung Chen – Hsi San
- Hak On Fung – Hsi Sung